# Edison Bell
Edison Bell var ett brittiskt skivföretag med huvudsäte i London. Företaget grundades 1892 i form av Edison Bell Phonograph Corporation och importerade fonografer från Edison och Columbia. 1933 gick företaget i konkurs och en del av tillgångarna köptes upp av Decca.

## Historia
I november 1892 grundades Edison Bell Phonograph Corporation och i januari 1893 köpte företaget tjugo fonografer av företaget Edison. Detta skulle räcka för att under tio års tid ha monopol på handeln av fonografer. Företaget stationerade sig i "Edison House" på Northumberland Avenue i London. Företagets prestanda var dock mycket dålig och nådde inte upp till förväntningarna. Andra illegala konkurrenter började då handla med företaget. Bland konkurrenterna fanns James E. Hough och London Cylinder Company. Edison Bell sökte under 1896 stoppa Hough och hans verksamhet, men denne genomförde ett avtal med företaget. Resultatet blev att Hough grundade bolaget Edisonia 1897, men redan året därpå förlorade Hough mot Edison Bell i domstol. Edison Bell och Edisonia införlivades åter på marknaden och av dem bildades Edison Bell Consolidated Phonograph Company. Hough dök återigen upp, denna gång som försäljningschef inom det nya bolaget. Edison Bell hade fram till 1902 full kontroll över skivmarknaden.
1909 blev Edison Bell bankrutt och köptes upp, tillsammans med dotterbolag, av Hough, men kunde fortsatta produktionen under sitt tidigare namn. I december 1911 började bolaget saluföra skivan The Winner, vilket 1922 ändrade namnet till enbart Winner. Företaget fortsatte att sälja fonografcylindrar fram till december 1914, vartefter enbart grammofonskivor såldes. I maj 1926 blev J.E. Hough Ltd ett offentligt bolag och skivmärkets namn ändrades till Edison Bell Limited London & Huntingdon. 1929 började affärerna gå allt sämre och 1933 gick Edison Bell i konkurs. Inga erbjudanden om företaget gavs och de återstående tillgångarna köptes upp av Decca. De sista Edison Bell-skivorna såldes 1935.
Skivbolagets orkester gjorde 1933–1934 ett antal skivinspelningar med de finländska artisterna Arvi Hänninen, Kaarlo Kytö och Niilo Saarikko. I orkestern medverkade även Paavo Raivonen som dragspelare. Inspelningarna gjordes i England.